# 대한민국 대통령경호실
대통령경호실(大統領警護室, Presidential Security Service, 약칭: 경호실, PSS)은 대통령 등의 경호를 담당하는 대한민국의 옛 중앙행정기관이다. 2013년 3월 23일 대통령실 경호처를 개편하여 발족하였으며, 2017년 7월 26일 대통령경호처로 개편되면서 폐지되었다.
과거에 대통령과 그 가족, 대통령 당선자와 그 가족, 본인의 의사에 반하지 아니하는 경우에 한하여 퇴임 후 7년 이내의 전직 대통령과 그의 배우자 및 자녀, 대통령 권한대행과 그 배우자, 방한하는 외국의 국가 원수 또는 행정 수반과 그 배우자, 그 밖에 경호실장이 경호가 필요하다고 인정하는 국내외 요인들을 경호하는 사무를 관장하는 중앙행정기관인 대통령경호실이 존재했었다. 1963년 12월 1일 발족하였으며 2008년 2월 29일 대통령실 경호처로 개편되면서 폐지되었다.

## 설치 근거 및 소관 사무

### 설치 근거
- 「정부조직법」 제16조제1항

### 소관 사무
- 다음의 경호대상에 대한 경호업무
  - 대통령과 그 가족
  - 대통령 당선자와 그 가족
  - 퇴임 후 10년 이내의 전직 대통령과 그 배우자[2]
  - 대통령권한대행과 그 배우자
  - 대한민국을 방문하는 외국의 국가 원수 또는 행정수반과 그 배우자
  - 그 밖에 경호가 필요하다고 인정되는 국내외 요인

## 연혁
- 1963년 12월 1일: 경무대경찰서를 폐지. 대통령경호실을 신설.[3]
- 2008년 2월 29일: 대통령경호실을 폐지하고 대통령실의 소속으로 경호처를 설치.[4]
- 2013년 3월 23일: 대통령실 경호처를 승격하여 대통령경호실을 부활.[5]
- 2017년 7월 26일: 대통령경호처로 개편하여 대통령경호실을 폐지.[6]

## 조직

### 실장
감사관
심의관, 1999년 2월 20일 직제 폐지
기획관리실

### 차장
경호본부
경호1처, 경호2처, 경호3처
경비본부
안전본부
경호지원단
체련교관

## 조직

### 실장
감사관
기획관리실

### 차장
행정처
경호본부
경호1처, 경호2처, 경호3처
경비본부
안전본부
경호지원단
체련교관

### 소속기관
- 경호안전교육원

## 역대 실·차장

### 대통령경호실장
| 정부        | 대수           | 이름                               | 임기                               | 비고                                        |
| ----------- | -------------- | ---------------------------------- | ---------------------------------- | ------------------------------------------- |
| 제3공화국   | 초대           | 홍종철(洪鍾哲)                     | 1963년 12월 26일 ~ 1964년 5월 17일 | 차관급                                      |
| 제3공화국   | 2대            | 박종규(朴鐘圭)                     | 1964년 5월 17일 ~ 1974년 8월 21일  |                                             |
| 제4공화국   | 2대            | 박종규(朴鐘圭)                     | 1964년 5월 17일 ~ 1974년 8월 21일  |                                             |
| 3대         | 차지철(車智澈) | 1974년 8월 21일 ~ 1979년 10월 26일 | 장관급으로 격상                    |                                             |
| 직무 대행   | 이재전(李在田) | 1979년 10월 26일~1979년 10월 30일  |                                    |                                             |
| 직무 대행   | 정동호(鄭東鎬) | 1979년 11월 16일 ~ 1980년 8월 27일 |                                    |                                             |
| 4대         | 정동호(鄭東鎬) | 1980년 8월 27일 ~ 1981년 7월 13일  |                                    |                                             |
| 제5공화국   | 5대            | 장세동(張世東)                     | 1981년 7월 13일 ~ 1985년 2월 19일  |                                             |
| 제5공화국   | 6대            | 안현태(安賢泰)                     | 1985년 2월 19일 ~ 1988년 2월 24일  |                                             |
| 노태우 정부 | 7대            | 이현우(李賢雨)                     | 1988년 2월 25일 ~ 1992년 10월 8일  |                                             |
| 노태우 정부 | 8대            | 최석립(崔石立)                     | 1992년 10월 8일 ~ 1993년 2월 24일  |                                             |
| 김영삼 정부 | 9대            | 박상범(朴相範)                     | 1993년 2월 25일 ~ 1994년 12월 23일 | 최초의 경호관 출신 경호실장 차관급으로 격하 |
| 김영삼 정부 | 10대           | 김광석(金光石)                     | 1994년 12월 23일 ~ 1998년 2월 24일 |                                             |
| 김대중 정부 | 11대           | 안주섭(安周燮)                     | 1998년 2월 25일 ~ 2003년 2월 24일  |                                             |
| 노무현 정부 | 12대           | 김세옥(金世鈺)                     | 2003년 2월 25일 ~ 2007년 3월 12일  | 최초의 경찰 출신 경호실장                   |
| 노무현 정부 | 13대           | 염상국(廉相國)                     | 2007년 3월 12일 ~ 2008년 2월 24일  |                                             |

| 정부        | 대수 | 이름           | 임기                              | 비고            |
| ----------- | ---- | -------------- | --------------------------------- | --------------- |
| 박근혜 정부 | 초대 | 박흥렬(朴興烈) | 2013년 2월 25일 ~ 2017년 5월 10일 | 장관급으로 격상 |
| 문재인 정부 | 2대  | 주영훈(朱英訓) | 2017년 5월 11일 ~ 2017년 7월 25일 |                 |

### 대통령경호실 차장
| 정부        | 대수     | 이름            | 임기                               | 비고                                         |
| ----------- | -------- | --------------- | ---------------------------------- | -------------------------------------------- |
| 제3공화국   | 초대     | 김인식(金仁植)  | 1963년 12월 26일~1964년            | 예비역 육군 대령                             |
| 제3공화국   | 제2대    | 박종규(朴鐘圭)  | 1964년~1964년 5월 16일             |                                              |
| 제3공화국   | 제3대    | 전구백(全九百)  | 1964년 5월 16일~1967년 10월 18일   |                                              |
| 제3공화국   | 제4대    | 김시진(金詩珍)  | 1967년 10월 19일 ~ 1967년 11월 7일 | 예비역 육군 준장, 청와대정보비서관 전출      |
| 제3공화국   | 제5대    | 신동관(申東寬)  | 1969년 5월 13일 ~ 1971년 1월 16일  | 겸 경호처장                                  |
| 제4공화국   | 제6대    | 차지철(車智澈)) | 1972년~1974년 8월 20일             |                                              |
| 제4공화국   | 제7대    | 정병주(鄭柄宙)  | 1974년 8월 26일~1974년 12월 10일   | 현역 육군 소장                               |
| 제4공화국   |          | 이수복(李壽福)  | ~ 1978년                           |                                              |
| 제4공화국   |          | 전성각          | 1978년 ~ 1978년 10월 10일          | 현역 육군 중장                               |
| 제4공화국   |          | 이재전(李在田)  | 1978년 10월 10일~1979년 12월 17일  | 현역 육군 중장                               |
| 제4공화국   | 직무대리 | 고명승(高明昇)  | 1979년 12월 17일~                  | 현역 육군 대령, 경호처 작전과장으로 직무대리 |
| 제5공화국   |          | 정동호(鄭東鎬)  | 1981년 7월 12일 ~                  |                                              |
| 제5공화국   |          | 고명승(高明昇)  | ~                                  |                                              |
| 제5공화국   |          | 안현태(安賢泰)  | 1984년 10월~1985년 2월 18일        |                                              |
| 제5공화국   |          | 성환옥(成煥玉)  | 1985년 10월 18일 ~ 1986년          |                                              |
| 제5공화국   |          | 성환옥(成煥玉)  | 1986년 ~ 1990년 4월 2일            | 감사원 감사위원 전출                         |
| 제6공화국   |          | 최석립(崔石立)  | 1990년 4월 2일 ~ 1992년 10월 8일   | 차관급, 예비역 육군 소장, 전 육군본부 헌병감 |
| 제6공화국   |          | 장호경(張豪璟)  | 1992년 10월 9일 ~ 1993년 3월 5일   | 차관급 기무사참모장에서 전입, 현역 육군 소장 |
| 김영삼 정부 |          | 강창남(姜昌男)  | 1993년 3월 9일 ~ 1994년 12월 28일  | 1급, 전 경찰 경무관                          |
| 김영삼 정부 |          | 김광주(金光洲)  | 1994년 12월 28일 ~                 | 1급, 재직 중 1996년 차관급 격상              |
| 김대중 정부 |          | 이효진(李孝鎭)  | 1998년 3월 9일 ~ 2000년            | 1급으로 격하                                 |
| 김대중 정부 |          | 김영대(金永臺)  | 2000년 ~ 2002년 12월 20일          |                                              |
| 김대중 정부 |          | 정준구(鄭俊九)  | 2002년 12월 20일 ~ 2003년 4월 2일  | 경호3처장에서 승진발령                       |
| 노무현 정부 |          | 양재열(梁在烈)  | 2003년 4월 2일 ~                   |                                              |
| 노무현 정부 |          | 염상국(廉相國)  | 2006년 1월 3일 ~ 2007년 3월 12일   | 경호2처장에서 내부승진                       |
| 노무현 정부 |          | 주대준(朱大俊)  | 2007년 3월 19일 ~ 2008년 2월 24일  | 행정본부장에서 내부승진                      |

| 정부        | 대수 | 이름            | 임기                              | 비고        |
| ----------- | ---- | --------------- | --------------------------------- | ----------- |
| 박근혜 정부 | 초대 | 서성동          | 2013년 2월 25일 ~ 2013년 6월 2일  | 차관급 격상 |
| 박근혜 정부 | 2대  | 박종준(朴鍾俊)  | 2013년 6월 3일 ~ 2015년 10월 5일  |             |
| 박근혜 정부 | -    | 이영래(李映崍)  | 2015년 10월 6일 ~ 2016년 7월 19일 | 직무대리    |
| 박근혜 정부 | 3대  | 이영석 (李映碩) | 2016년 7월 20일 ~ 2017년 7월 25일 |             |

## 같이 보기
- 101경비단
- 경찰청
- 서울특별시경찰청